# Sarah Tolbert
Pour les articles homonymes, voir Tolbert.
Sarah Helen Tolbert est une chimiste américaine qui est professeure au département de chimie et de biochimie de l'université de Californie à Los Angeles. Ses recherches portent sur les nanomatériaux auto-assemblés, qui comprennent des phases inorganiques et des matériaux colloïdaux.

## Enfance et formation
Le père de Tolbert, Bert Tolbert, était professeur de chimie à l'Université du Colorado à Boulder. Elle était l'une de ses quatre filles. Tolbert était étudiante de premier cycle à l'Université Yale. Elle a déménagé à l'Université de Californie à Berkeley pour des études supérieures, où elle a étudié les propriétés structurelles, optiques et coopératives des nanomatériaux. Elle obtient en 1995 son doctorat avec une thèse intitulée « High pressure studies on nanometer sized clusters : structural, optical, and cooperative properties » , sous la direction de Paul Alivisatos. Elle était chercheuse postdoctorale à l'Université de Californie à Santa Barbara.

## Recherche et carrière
Tolbert s'intéresse à l'assemblage de matériaux à l'échelle nanométrique et à la manière dont ces nanostructures donnent lieu à de nouveaux phénomènes. En particulier, Tolbert a étudié des réseaux de colloïdes. Les colloïdes s'assemblent en zones très compactes qui peuvent être utilisées pour créer des matériaux photoniques périodiques à grande échelle.
Tolbert s'intéresse au co-assemblage inorganique/organique. À cette fin, elle combine des copolymères blocs ou des tensioactifs organiques avec des oligomères inorganiques à chaîne courte. Ses premiers travaux impliquaient le développement de nouvelles morphologies de polymères conjugués pour des diodes électroluminescentes efficaces. Parmi ces morphologies, Tolbert a montré qu'il était possible d'intégrer des polymères dans une matrice hôte de silice, où l'étirement de la matrice entraîne des chaînes polymères alignées qui émettent une lumière polarisée linéairement,. 
Tolbert travaille sur des nanomatériaux auto-assemblés. Elle s'intéresse particulièrement à l'introduction de la structure et de la périodicité des matériaux composites. Tolbert a étudié les transitions de phase dans les solides inorganiques. Elle a créé de nouvelles électrodes nanostructurées pour permettre la charge rapide des batteries. Il s'agit notamment des composites de nanocristaux de bisulfure de molybdène, où les voies internes à l'échelle atomique permettent aux ions lithium de se déplacer rapidement à travers l'électrode. Les électrodes à nanostructure soutiennent non seulement la charge efficace des batteries, mais également des cycles de charge et de décharge stables. 
Tolbert est une développeuse pour Battery Streak, une entreprise dérivée qui cherche à réduire le temps de charge des appareils électroniques. 

## Récompenses et honneurs
- National Science Foundation CAREER Award (en)[7]
- Prix du jeune chercheur du Office of Naval Research
- Prix Beckman des jeunes chercheurs (en) (2000)[8]
- Bourse Alfred P. Sloan

## Publications (sélection)
- (en) Veronica Augustyn, Jérémy Come, Michael A Lowe, Jong Woung Kim, Pierre-Louis Taberna, Sarah H Tolbert, Héctor D Abruña, Patrice Simon et Bruce Dunn, « High-rate electrochemical energy storage through Li+ intercalation pseudocapacitance », Nature Materials, NPG, vol. 12, no 6,‎ 14 avril 2013, p. 518-522 (ISSN 1476-1122 et 1476-4660, OCLC 51211555, PMID 23584143, DOI 10.1038/NMAT3601).
- (en) Hyung-Seok Kim, John B Cook, Hao Lin, Jesse S Ko, Sarah H Tolbert, Vidvuds Ozolins et Bruce Dunn, « Oxygen vacancies enhance pseudocapacitive charge storage properties of MoO3-x », Nature Materials, NPG, vol. 16, no 4,‎ 5 décembre 2016, p. 454-460 (ISSN 1476-1122 et 1476-4660, OCLC 51211555, PMID 27918566, DOI 10.1038/NMAT4810).
- (en) Thuc-Quyen Nguyen, Junjun Wu, Vinh Doan, Benjamin J. Schwartz et Sarah H. Tolbert, « Control of energy transfer in oriented conjugated polymer-mesoporous silica composites », Science, Amérique septentrionale, AAAS, vol. 288, no 5466,‎ 1er avril 2000, p. 652-656 (ISSN 0036-8075 et 1095-9203, OCLC 1644869, PMID 10784444, DOI 10.1126/SCIENCE.288.5466.652).

## Vie privée
Les sœurs de Tolbert sont toutes des universitaires, dont la chimiste de l'atmosphère Margaret Tolbert, la politologue Caroline Tolbert (en) et l'ethnomusicologue Elizabeth Tolbert. Elle était l'une des quatre filles. Tolbert a rencontré son mari, Benjamin Schwartz, alors qu'il était étudiant à l'Université de Californie à Berkeley . 